# Vääna-Jõesuu
Koordinaten: 59° 26′ N, 24° 21′ O

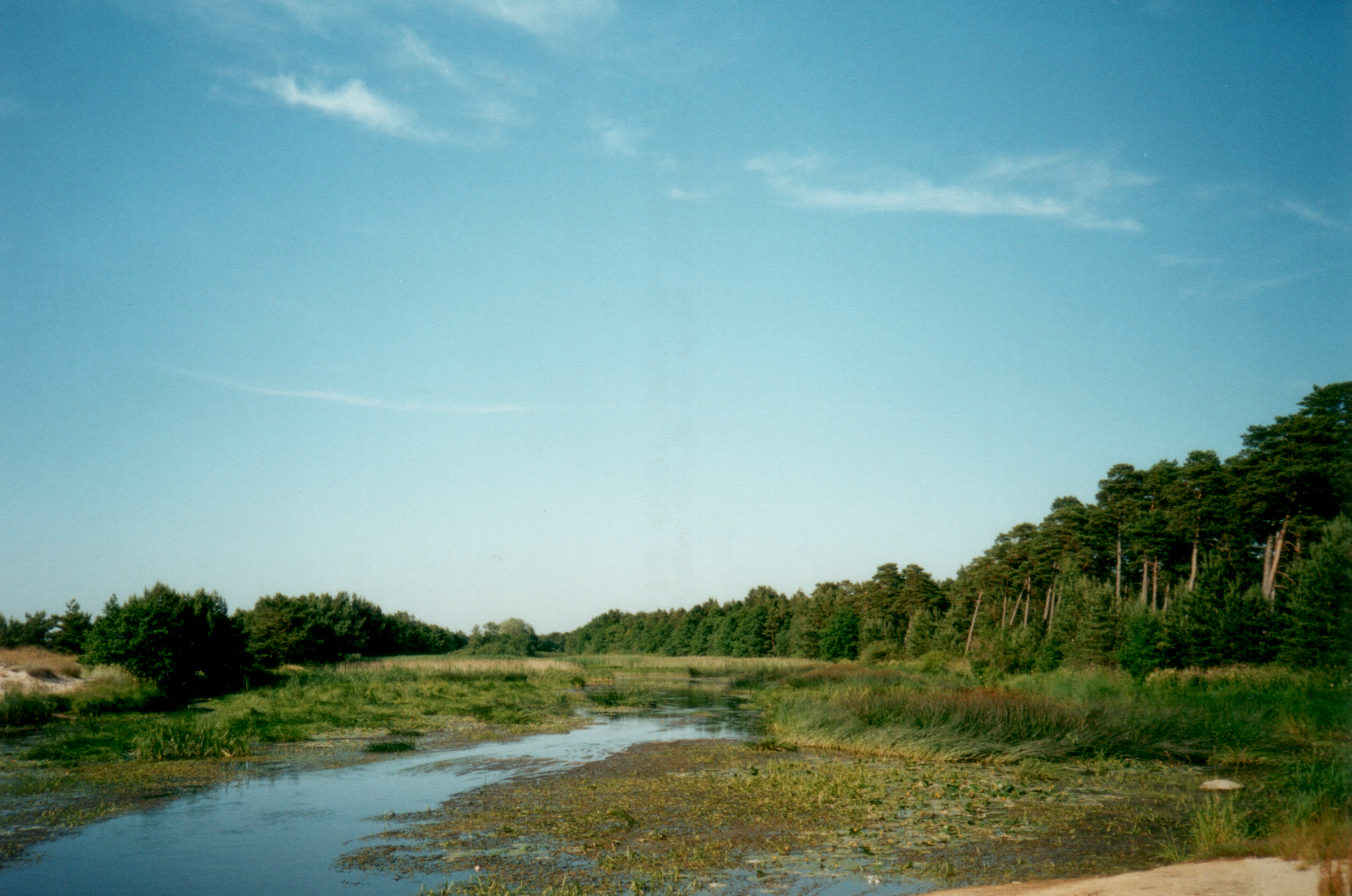
Der Fluss Vääna bei Vääna-Jõesuu

Vääna-Jõesuu ist ein Dorf (estnisch küla) in der estnischen Landgemeinde Harku (deutsch Hark) im Kreis Harju (Harrien). Es hat 686 Einwohner (Stand 1. Juni 2010).

## Ort und Landschaft
Vääna-Jõesuu ist ein beliebter Ferienort an der estnischen Ostseeküste. Der breite Strand ist sandig und für Kitesurfen geeignet. Er ist beliebtes Ausflugsziel für die Bevölkerung der estnischen Hauptstadt Tallinn. Bei Naturliebhabern bekannt ist besonders der Klint von Türisalu mit seiner weiten Aussicht über das Meer. Bei dem Ort mündet der Fluss Vääna in den Finnischen Meerbusen. 
Früher bevölkerten in den Sommermonaten zahlreiche Esten die Sommerhäuser, Laubenkolonien und die Datschensiedlung des Ortes. Heute leben viele Menschen das ganze Jahr über in Vääna-Jõesuu.
Nach Wiedererlangung der estnischen Unabhängigkeit ließen sich Neureiche Anfang der 1990er Jahre bei Vääna-Jõesuu zahlreiche überdimensionierte Häuser in einem eklektizistischen Disney-Stil bauen.
Vääna-Jõesuu war während der sowjetischen Besetzung Estlands Teil des geschützten Grenzkontrollstreifens entlang der Ostsee. In den alten Militärgebäuden ist heute ein Schulungszentrum des estnischen Verfassungsschutzes (kaitsepolitseiamet) untergebracht.